# 設楽清嗣
設楽 清嗣（したら きよつぐ、1941年 - ）は、現在、東京管理職ユニオン相談役。

## 経歴
日本統治時代の朝鮮咸鏡北道清津市生まれ。東京都立田園調布高等学校を経て1960年慶應義塾大学文学部哲学科に入学、のち中退。大学1年のとき日本共産党に入党、1年後に除名処分。在学中から中小企業未組織労働者の労働運動に取り組む。1964年頃総評全国一般で活動を始め、東京地本南部支部長を経て、1992年から全労協全国一般東京労組副委員長。1993年から東京管理職ユニオンの結成に参加、書記長に就任。のち派遣ユニオン委員長、シニアユニオン東京書記長を兼務する。

## 著書
- 佐高信・設楽清嗣 編著『「管理職ユニオン」宣言』社会思想社、1995年10月
- 単著『会社との「闘い方」教えます―大リストラ時代のサラリーマン・サバイバル講座』現代書林、1998年4月
- 単著『会社ムラから生還せよ―大リストラ時代のサラリーマン自立道』毎日新聞社、1999年4月
- 設楽清嗣・高井晃 著『ユニオン力で勝つ』旬報社、2007年2月
- 設楽清嗣・高井晃 編著 『いのちを守る労働運動―最前線9人の証言』論創社、2010年7月